# Joe Heydecker

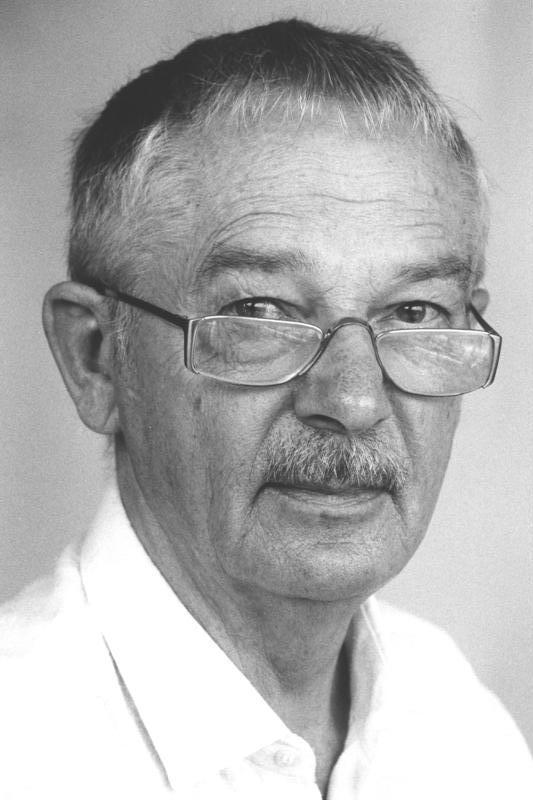
Joe J. Heydecker (1986)

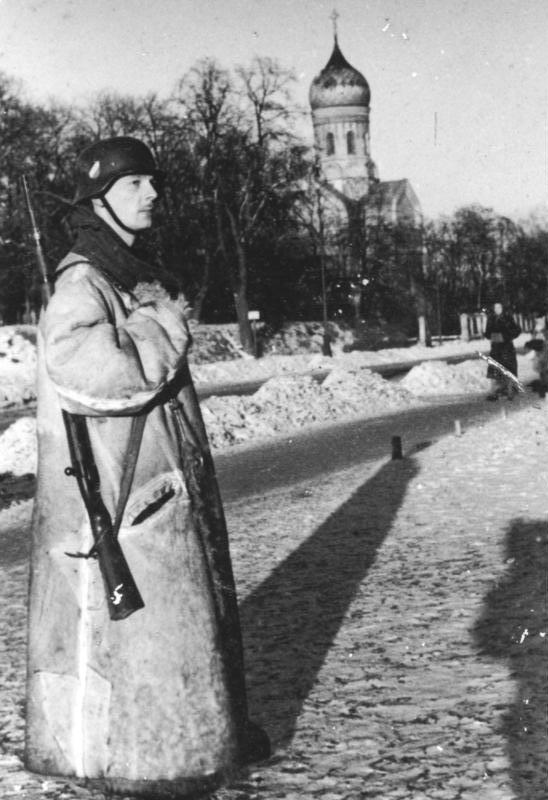
Joe J. Heydecker als Soldat in Warschau (1941)

Joe Julius Heydecker (* 13. Februar 1916 in Nürnberg; † 17. März 1997 in Wien; vollständig: Joe Julius Isaak Philipp Heydecker) war ein deutscher Fotograf, Journalist und Autor. Ab 1960 betätigte er sich in Brasilien auch als Verleger und Buchhändler. Er fotografierte heimlich im Warschauer Getto und war einer der wenigen deutschen Berichterstatter bei den Nürnberger Prozessen.

## Leben

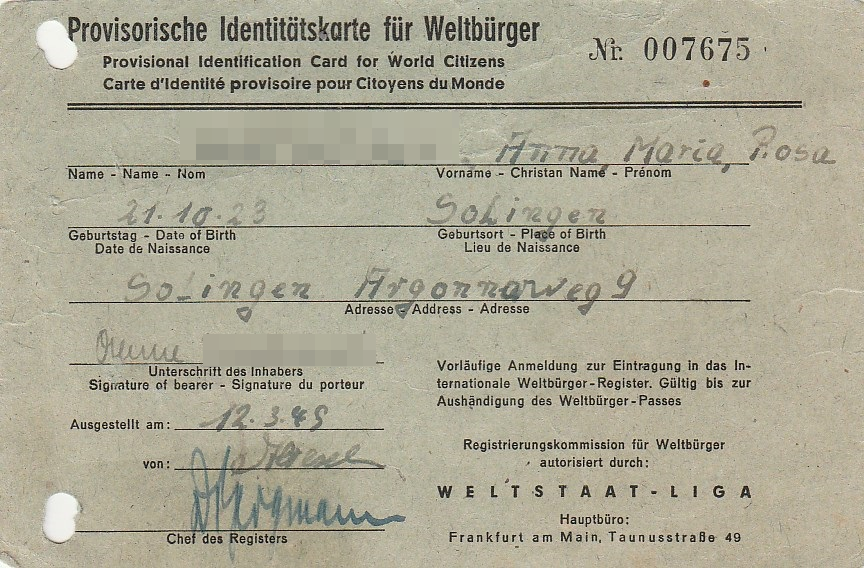
Mitgliedskarte der von Heydecker gegründeten Weltstaat-Liga (1949)

Sein Vater Julius Heydecker und seine Mutter Marianne Rath waren Schauspieler, später Geschäftsleute mit bürgerlich-liberaler Gesinnung. Heydecker besuchte die Volksschule, dann zwei Jahre die Landwirtschaftsschule. Nach einigen Probewochen in einer Realschule kehrte er zur Volksschule zurück und absolvierte dort die Schulpflicht. Ab 1931 machte er eine Photographenlehre bei Stefan Rosenbauer in Frankfurt/Main. 1933 erschien unter dem Namen Joe Heydecker sein erstes Buch Coup – Roman eines Revuestars im Lipsia-Verlag, Leipzig. Im Juli 1933 verließ Heydecker Deutschland und ging nach Luzern in die Schweiz, nachdem die Eltern – obwohl weder jüdisch noch politisch gefährdet – ins Ausland gegangen waren. Er arbeitete als Journalist unter anderem für das Luzerner Tagblatt. Im Herbst 1933 zog Heydecker zu seinen Eltern nach Prag und arbeitete im Unternehmen der Familie.
1938 arbeitete er in Wien im Fotostudio von Albin Kobé. Nach dem Anschluss Österreichs wurde Joe Heydecker von den deutschen Behörden gemustert und 1939 am ersten Kriegstag einberufen. Zunächst nahm er als Pionier am Frankreichfeldzug teil. 1941 heiratete er in München die Journalistin Marianne Steber. Heydecker wurde in diesem Jahr Unteroffizier. Als Foto-Laborant einer Propagandakompanie wurde er nach Warschau versetzt. Dort fotografierte er heimlich im Warschauer Getto. Die entstandenen Fotos wurden im Geheimen entwickelt, aber erst 1981 veröffentlicht. Seine Fotos sind Belege der NS-Gräueltaten und der menschenverachtenden Lebensumstände im Getto. 1944 wurde er in die Panzerjägerabteilung 337 beordert. Er fotografierte die von allen Menschen entleerten Ruinen von Warschau.
Nach dem Zweiten Weltkrieg war Heydecker Korrespondent verschiedener deutscher Blätter, darunter des Kurier (Berlin) und Reporter der Abendzeitung (München). Er berichtete auch von den Nürnberger Kriegsverbrecherprozessen und im Radio von dem, was er im Warschauer Getto gesehen hatte. 1947 gründete er die „Weltstaat-Liga“. 1950 ließ er sich von Marianne Heydecker scheiden.
1954 heiratete er Charlotte Angermeir. Heydecker wurde Textredakteur der Münchner Illustrierten. 1955 ging er nach Stuttgart, wo er stellvertretender Chefredakteur der Deutschen Illustrierten wurde. In Stuttgart kam 1956 seine Tochter Tita zur Welt, die Malerin wurde.

## Brasilien
1960 wanderte Joe Heydecker nach Brasilien aus, wo er zusammen mit seiner Ehefrau Charlotte das „Fotostudio 61“ in São Paulo gründete. In den folgenden Jahren fotografierte er Reportagen für Die Zeit, Quick und den Stern und bereiste dadurch fast ganz Südamerika. 1967 kam die zweite Tochter Maju zur Welt, bei der das Down-Syndrom diagnostiziert wurde. 1969 gründete Joe Heydecker zusammen mit seiner Frau die Versandbuchhandlung und den Verlag „Atlantis Livros“. Anschließend gab er neun Jahre lang wöchentlich eine brasilianische Bibliographie unter dem Titel Livros Novos für ausländische Universitäten heraus. 1982 unterzog er sich in Houston einer Herzklappenoperation. Seine Frau Charlotte trennte sich von ihm und kehrte nach Deutschland zurück. 1985 verkaufte er die Firma „Atlantis Livros“, die heute noch in São Paulo existiert.

## Wien
1986 ließ er sich mit seiner Lebensgefährtin Mara Kraus in Wien nieder. Zuletzt arbeitete er an seiner Autobiografie. 1997 starb Joe Heydecker an Herzversagen. Er ist auf dem Friedhof der Feuerhalle Simmering bestattet (Abteilung E19, Nummer 977). Sein Nachlass liegt im deutschen Bundesarchiv. Sein fotografischer Nachlass mit über 25.000 Negativen befindet sich seit 2001 im Bildarchiv der Österreichischen Nationalbibliothek.

## Bücher
- Coup : Der Roman eines Revuestars, Leipzig: Lipsia-Verlag 1933
- Fatos da Parapsicologia: Introdução Às Ciências Ocultas. Freitas Bastos, São Paulo 1984.
- Die Schwestern der Venus. Heyne, München 1994 (ungekürzte Taschenbuchausgabe).
- Der Nürnberger Prozeß. Kiepenheuer und Witsch, Köln 1995 (dort erschien 2003 auch die überarbeitete Neuausgabe).
- Der große Krieg 1914–1918. Ullstein, Berlin 1997 (ungekürzte Ausgabe).
- Mein Krieg. Mara Kraus, Wien 2007 (als E-Book dort 2010).
- Das Hitler-Bild. Residenz-Verlag,  St. Pölten 2008.
- Mara Kraus (Hg.): Ein Mann mit Eigenschaften. Joe J. Heydeckers autobiografische Aufzeichnungen. Verlag Bibliothek der Provinz, Wien 2019, ISBN 978-3-99028-828-3.

### Bildbände
- Wo ist dein Bruder Abel. Atlantis Livros, São Paulo 1981.
- Das Warschauer Ghetto. dtv, München 1983 (Neuausgabe 1999).
- Un soldat allemand dans le Ghetto de Warsovie 1941. Denoel, Paris 1986.
- Im Krieg gesehen. Stadtmuseum München (Katalog), München 1988.
- The Warsaw Ghetto. I.B. Tauris, London 1990.
- Die Stille der Steine. Warschau im November 1944. Dirk Nishen, Berlin 1994.
- Il guetto di Varsavia. La Giuntina, Florenz 2000.